# 马口两极虫
马口两极虫（学名：Myxidium opsariichthysi）为两极科两极虫属的动物。在中国，分布于海南等，营寄生生活，寄生在马口鱼的肝脏。